# Пломлен
Пломлен (фр. Plomelin) — коммуна на северо-западе Франции, находится в регионе Бретань, департамент Финистер, округ Кемпер, кантон Кемпер-1. Расположена в 11 км к югу от Кемпера на правом берегу реки Оде, в 10 км выше по течению от места ее впадения в Атлантический океан.
Население (2019) — 4 191 человек. 

## Достопримечательности
- Приходская церковь Святого Меллона конца XIX века в неороманском стиле
- Замки, находящиеся на берегу реки Оде: шато Керамблеи, шато Керузьен, шато Перенну, шато Кердур; замки построены или перестроены в конце XIX - начале XX века, преимущественно в стиле неоготика
- Раскопанные фрагменты римской виллы на берегу Оде

## Экономика
Структура занятости населения:
- сельское хозяйство — 4,0 %
- промышленность — 13,5 %
- строительство — 22,8 %
- торговля, транспорт и сфера услуг — 26,2 %
- государственные и муниципальные службы — 33,5 %

Уровень безработицы (2018) — 8,3 % (Франция в целом —  13,4 %, департамент Финистер — 12,1 %). 

Среднегодовой доход на 1 человека, евро (2018) — 23 660 (Франция в целом — 21 730, департамент Финистер — 21 970).

## Демография
Динамика численности населения, чел.

## Администрация
Пост мэра Пломлена с 2020 года занимает Доминик Ле Ру (Dominique Le Roux).  На муниципальных выборах 2020 года возглавляемый им правый блок победил в 1-м туре, получив 51,51 % голосов. 
| Период | Период | Фамилия            | Партия                  | Примечания            |
| ------ | ------ | ------------------ | ----------------------- | --------------------- |
| 1965   | 1995   | Роберт Он          |                         | преподаватель         |
| 1995   | 2008   | Ив Роу             | Разные правые           | инженер               |
| 2008   | 2014   | Франк Пишон        | Разные правые           | преподаватель         |
| 2014   | 2020   | Жан-Поль Ле Дантек | Социалистическая партия | полицейский           |
| 2020   |        | Доминик Ле Ру      | Разные правые           | офицер ВВС в отставке |

## Города-побратимы
- Кирххайн, Германия
- Кримич, Уэльс

## Знаменитые уроженцы
- Пьер Сувестр (1874-1914), писатель и журналист, автор романов о Фантомасе в соавторстве с Марселем Алленом

## Галерея

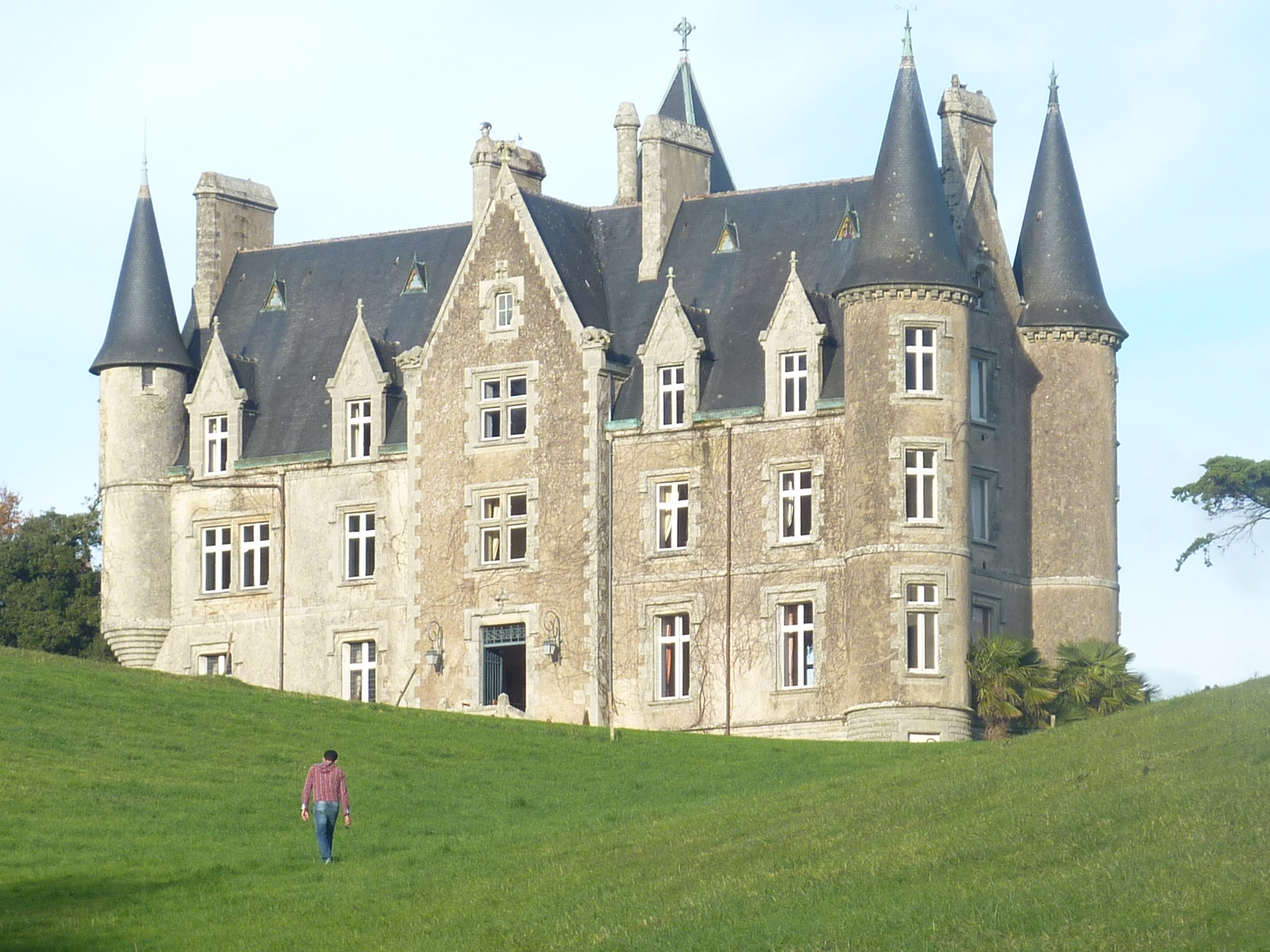
Шато Керамблеи
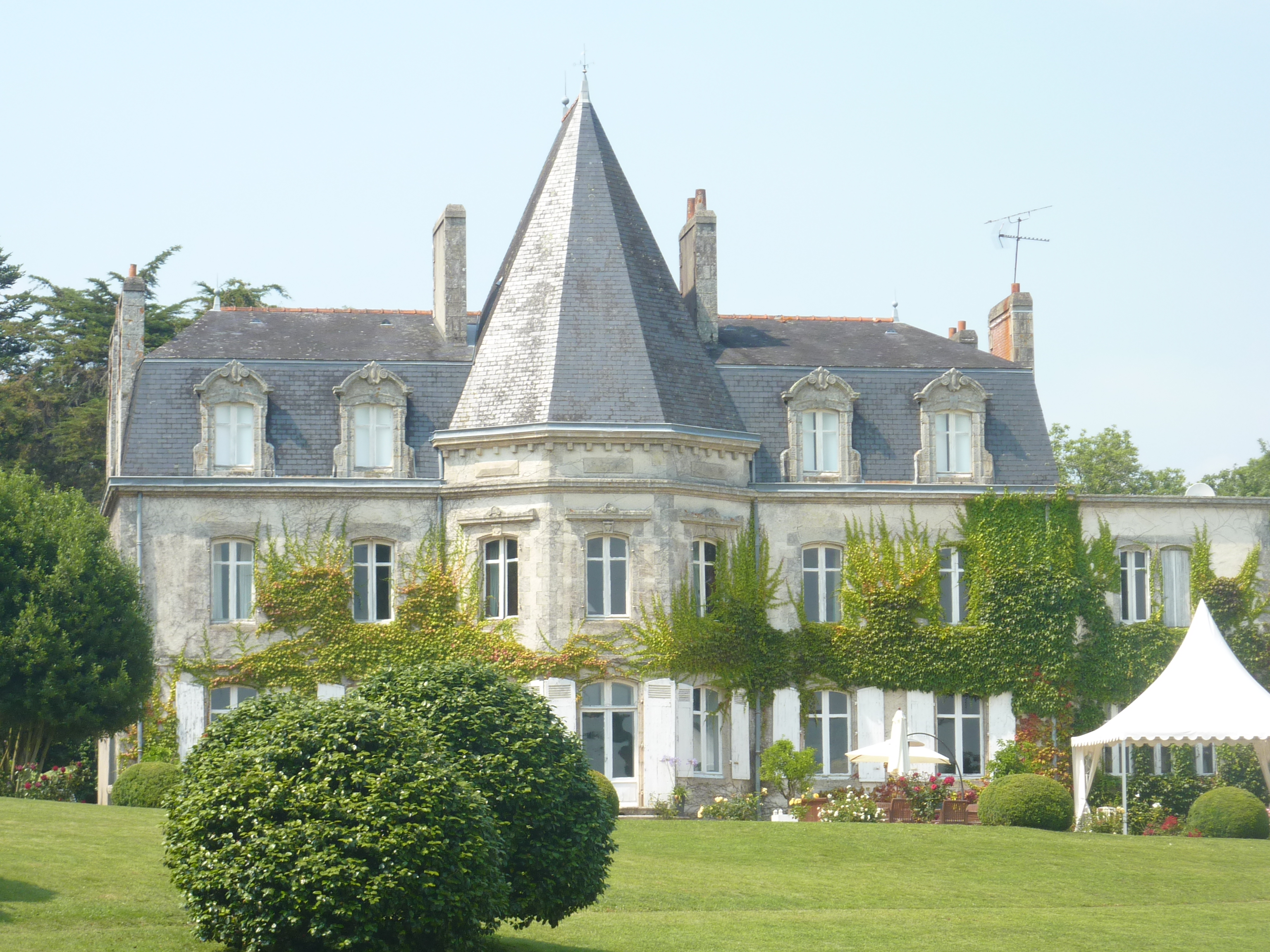
Шато Керузьен
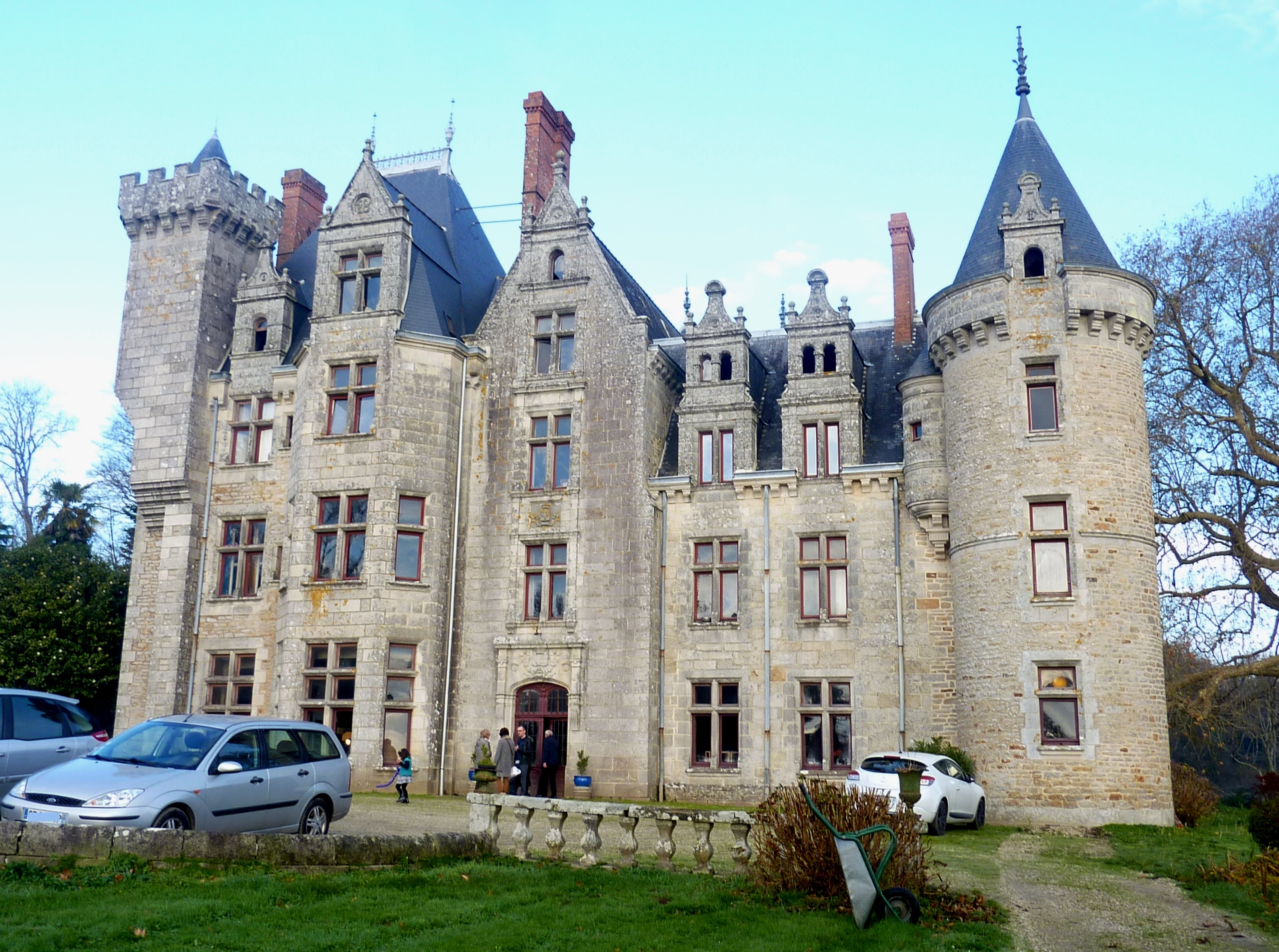
Шато Перенну

1. 1 2  база данных о французских коммунах — Национальный географический институт Франции, 2015.